# Alejandro Henríquez
Alejandro Ismael Henríquez Ferrufino (ur. 28 sierpnia 2002) – salwadorski piłkarz występujący na pozycji lewego obrońcy, reprezentant Salwadoru, od 2023 roku zawodnik Isidro Metapán.
Jego brat Jairo Henríquez również jest piłkarzem.